# Retelepralia mosaica
Retelepralia mosaica is een mosdiertjessoort uit de familie van de Cheiloporinidae. De wetenschappelijke naam van de soort is, als Lepralia mosaica, voor het eerst geldig gepubliceerd in 1888 door Kirkpatrick.